# ISO 3166-2:GW
ISO 3166-2:GW é um padrão ISO que define geocódigos. É o subconjunto do ISO 3166-2 que se aplica a Guiné-Bissau. Cada código é composto de duas parte do código ISO 3166-1 para a Guiné-Bissau (GW) e um número de dois dígitos.

## Códigos
Os códigos definem oito regiões (regiões) e um setor autônomo  (setor autônomo).
| Código ISO | Nome    |
| ---------- | ------- |
| GW-BA      | Bafatá  |
| GW-BM      | Biombo  |
| GW-BS      | Bissau* |
| GW-BL      | Bolama  |
| GW-CA      | Cacheu  |
| GW-GA      | Gabu    |
| GW-OI      | Oio     |
| GW-QU      | Quinara |
| GW-TU      | Tombali |

* setor autônomo